# Giorgos Seferis

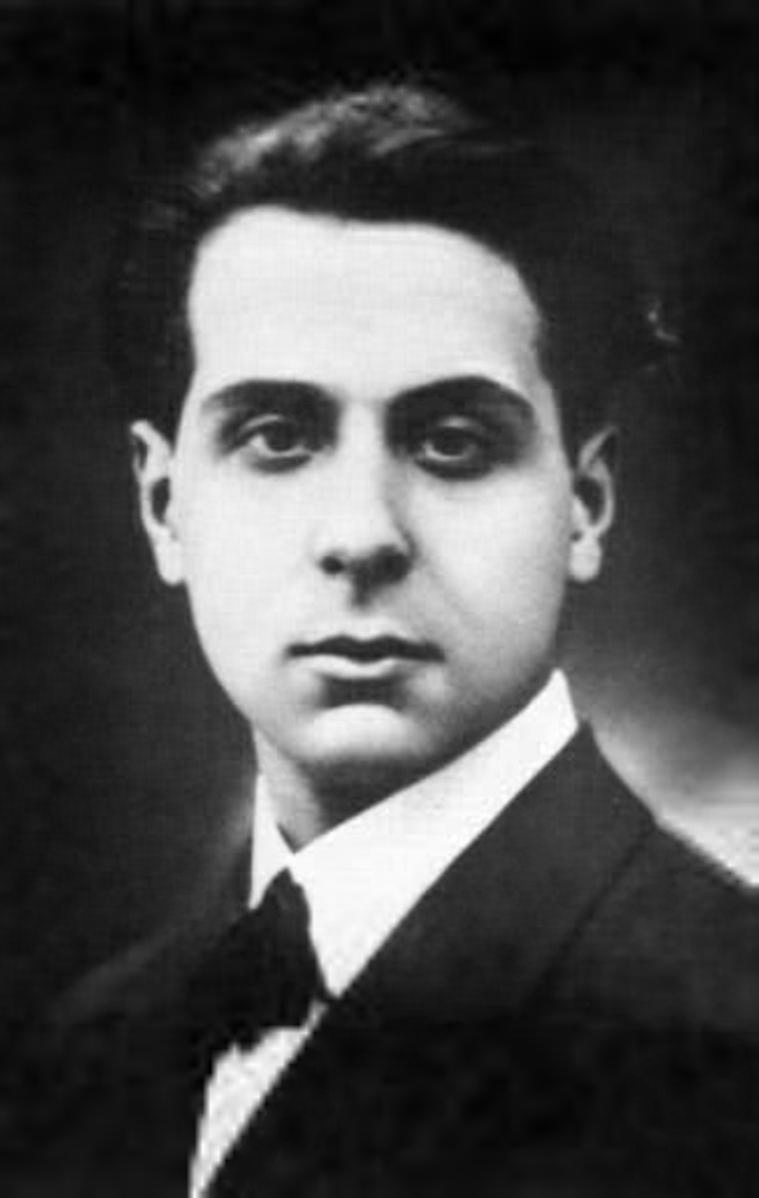
Seferis (1921)

Giorgos Seferis (tiếng Hy Lạp: Γιώργος Σεφέρης; 19 tháng 2 năm 1900 - 20 tháng 9 năm 1971), tên thật là Giorgos Stylianos Seferiadis, là nhà thơ, nhà ngoại giao người Hy Lạp đoạt giải Nobel Văn học năm 1963.

## Tiểu sử
Ông sinh gần Smyrna (nay thuộc Thổ Nhĩ Kỳ). Lên 14 tuổi, ông theo gia đình chuyển về Athena, năm 1918 theo bố sang Paris. Năm 1922 quân đội Thổ Nhĩ Kỳ chiếm Smyrna, người Hy Lạp từ giã vùng đất họ đã sống 2000 năm. Seferis học luật và say mê văn chương, làm việc tại Bộ ngoại giao Hoàng gia Hy Lạp. Trong Chiến tranh thế giới thứ hai, Hy Lạp bị Đức chiếm đóng, Giorgos Seferis cùng chính phủ Hy Lạp sống lưu vong ở nước ngoài.
Sau chiến tranh, Seferis tiếp tục làm việc ở Bộ Ngoại giao Hy Lạp, giữ các trọng trách ở Ankara (1948-1950), London (1951-1953), Liban, Syria, Jordan và Iraq (1953-1956) và là đại sứ ở Anh từ 1957 tới 1961. Ông nhận được rất nhiều bằng danh dự và giải thưởng, trong đó có bằng Tiến sĩ danh dự của các trường Đại học Cambridge (1960), Đại học Oxford (1964), Đại học Salonika (1964) và Đại học Princeton (1965).
Tập thơ đầu tiên Strofi (Điểm ngoặt, 1931) chỉ in 150 bản, tên sách trong nguyên tác vừa có nghĩa "Khổ thơ", vừa có nghĩa "Điểm ngoặt", tượng trưng cho một bước chuyển mới trong thơ Hy Lạp. Tiếp đó là tập thơ trữ tình theo chủ nghĩa tượng trưng Sterna (Cái bể nước, 1932) đề cập đến những ước mơ trong sâu thẳm tâm hồn con người, những ước mơ bị quên lãng trong cuộc sống ngày thường. Trong những tác phẩm sau này, Seferis nói nhiều đến sự hiện hữu của quá khứ trong hiện tại, bắt đầu bằng Mythistorema (Thần thoại, 1935). Ngoài các tác phẩm thơ, năm 1962 ông xuất bản tập Dokimes (Tiểu luận), và năm 1965 là tuyển tập dịch thơ của các nhà thơ Anh, Pháp, Mỹ mang tên Antigrafes (Bản sao). Sáng tác thơ của Seferis trong giai đoạn 1924-1955 được in cả ở Hy Lạp và Mỹ.
Thơ của Seferis về những đề tài: cái chết, sự mất mát và hỗn mang. Nhân vật trong thơ ông thường là những người lãng du muôn thuở buồn nhớ về thiên đường đã mất. Năm 1963 ông được trao Giải Nobel Văn học "vì những tác phẩm thơ trữ tình xuất sắc". Giorgos Seferis mất tại Athena.

## Tác phẩm
- Điểm ngoặt (Στροφήi, 1931), thơ
- Cái bể nước (Στέρνα, 1932), thơ
- Thần thoại (Μυθιστόρημα, 1935), thơ
- Cuốn sách bài tập (Τετράδιο Γυμνασμάτων, 1940), thơ
- Nhật ký hải trình I (Ημερολόγιο Καταστρώματος I, 1940), thơ
- Nhật ký hải trình II (Ημερολόγιο Καταστρώματος II, 1944), thơ
- Xô đẩy (Κίχλη, 1947), thơ
- Nhật ký hải trình III (Ημερολόγιο Καταστρώματος III, 1955), thơ
- Ba bài thơ bí mật (Τρία Κρυφά Ποιήματα, 1966), thơ
- Tiểu luận (Δοκιμές, 1962), tiểu luận
- Bản sao (Αντιγραφές, 1965), thơ dịch
- Cuốn sách bài tập II (Τετράδιο Γυμνασμάτων II, 1976), thơ